# ジョン・ケネス・コールドウェル
ジョン・ケネス・コールドウェル（John Kenneth Caldwell, 1881年10月16日 - 1982年）は、アメリカ合衆国の外交官。主にアジア極東地域で活動し、また国際的な薬物問題に関する実務交渉を担った。

## 生涯
オハイオ州パイクトンにて誕生。1905年にベレア大学を卒業。1906年に財務省建築監督室で研究助手。
国務省で1906年10月1日の試験を経て、10月8日に日本語通訳研修生として採用。1909年4月16日から横浜で副総領事兼通訳。1909年12月4日から東京大使館で書記官補。1911年1月17日から2月17日まで一時的に大連副領事。1914年8月1日からウラジオストク領事。1915年2月5日に6級領事に昇級。1917年4月16日に5級領事に昇級。1919年9月5日に4級領事に昇級。1920年6月4日に3級領事に昇級。
1920年7月1日から神戸領事。1921年7月1日から東京で日本大使館付書記官。1921年10月から1922年2月までチタ領事、特別勤務として1921年11月2日に着任。1924年6月6日から国務省本省勤務。1924年6月3日に4級総領事に昇級。1924年7月1日に3級外交官に昇級。
1925年11月19日から国務省極東局長補佐。1925年11月25日の連邦麻薬取締委員会では国務長官室の代表として出席。1927年6月8日に2級外交官に昇級。1927年8月15日から国務省極東局長代行。1928年3月26日からジュネーブ配属、麻薬事案に関連した職務に従事。1928年6月13日から国務省本省、麻薬の取引規制に関連した特別任務に従事。国際連盟の阿片及び他の危険薬品の取引諮問委員会の第11回会議（1928年）、第12回会議（1929年）、第13回会議（1930年）にオブザーバーとして参加。1930年5月9日に1級外交官に昇級。
1931年、ジュネーヴにおける阿片及び他の危険薬品の取引諮問委員会の第14回会議に、専門家および顧問として議決権を持って出席。1931年のジュネーヴにおける麻薬製造制限会議について、前年のロンドンでの予備会議にアメリカ政府代表委員として参加。1931年の本会議では議長およびアメリカ政府代表委員。1931年のバンコク極東阿片吸引会議にオブザーバーとして出席。
1932年1月19日からシドニー総領事。1935年3月13日から1941年12月7日まで天津総領事。1942年6月3日から国務省本省勤務。1943年4月14日に駐エチオピア弁理公使に任命。1943年8月31日に信任状奉呈。1943年10月7日に駐エチオピア特命全権公使に昇任。1943年12月9日に信任状奉呈。1945年8月26日に退任。